# 羅蘭·伯里斯
罗兰·华莱士·伯里斯（英文：Roland Wallace Burris）出生于1937 年 8 月 3 日，伯里斯是一位退休的美国民主党，伯里斯曾经是政治家和律师，于 1991 年—1995 年担任过伊利诺伊州的司法部长。2009 年 1 月，伯里斯被任命为美国参议员，接替辞职成为美国总统的巴拉克·奥巴马。1978 年，伯里斯当选伊利诺伊州的审计长，并成为伊利诺伊州第一位当选州级公职的非裔美国人。他一直担任该职务，直到1990 年当选伊利诺伊州总检察长。
伊利诺伊州州长罗德·布拉戈耶维奇任命伯里斯担任伊利诺伊州初级参议员。这项任命引起了大众的争议，因为伊利诺伊州州长罗德·布拉戈耶维奇当时正在接受调查。

## 早年生活
伯里斯出生于伊利诺伊州南部，伯里斯的家族的根源可以追溯到美国南部，主要在佐治亚州、南卡罗来纳州和田纳西州。伯里斯于 1955 年毕业于森特勒利亚高中。伯里斯就读于南伊利诺伊大学卡本代尔分校，并于 1959 年获得政治学文学学士学位。 伯里斯交换生获得奖学金，伯里斯用这比奖学金前往德国汉堡大学学习国际法。1963年，伯里斯获得了霍华德大学法学院的法学博士学位。

### 早期职业生涯
伯里斯从法学院毕业后，伯里斯成为美国财政部货币监理署的国家银行审查员。任职期间，他走遍了美国中西部，审查了伊利诺伊州、印第安纳州、密歇根州和威斯康星州的银行。1973年，伯里斯被伊利诺伊州州长丹·沃克任命为中央管理服务部主任，任期1977 年 1 月至同年10 月，伯里斯担任过PUSH 行动的全国执行董事兼首席运营官。 伯里斯从 1977 年 10 月至1979 年 1 月从过事私人律师执业，并从 1995 年 6 月至今
1985 年，伯里斯被选为民主党全国委员会副主席。这次决定是在民主党以压倒性优势败给了罗纳德·里根总统之后做出的决定并引起了争议，因为印第安纳州加里市市长理查德·哈彻曾担任总统候选人杰西·杰克逊的竞选经理。杰克逊严厉批评了该党的行为，并拒绝承认伯里斯的选择，声称这是民主党领导层迎合美国白人选民的努力之一。

## 担任伊利诺伊州审计长期间
1976 年，伯里斯去寻求伊利诺伊州审计长的职位并以民主党提名，但是被迈克尔·巴卡利斯击败。 1978年，巴卡利斯没有申请审计长连任，而是选择竞选伊利诺伊州州长，而伯里斯赢得了审计长职位。伯里斯在1982 年和1986 年再次当选审计长。伯里斯是伊利诺伊州第一位当选州级公职的非裔美国人。伯里斯在担任审计长期间，伯里斯在1984 年美国参议院民主党提名中失败，输给了保罗·西蒙后者击败了时任共和党参议员查尔斯·珀西。
伯里斯于1990 年当选为伊利诺伊州总检察长，任期1991年~1995 年，伯里斯负责监督 500 多名律师。在那里，伯里斯成为美国有史以来第二位当选州检察长职位的非洲裔美国人（第一名为爱德华布鲁克。 1985 年，19 岁的罗兰多克鲁兹在杜佩奇县巡回法院因绑架、强奸和谋杀一名 10 岁儿童而被审判、定罪并与另一名同案被告一起判处死刑。 1992 年，伯里斯负责指派驳回克鲁兹上诉的助理检察长玛丽布里吉德肯尼给伯里斯发了一份备忘录，指出在克鲁兹初次被定罪的调查和审判中存在多出错误，并拒绝参与维持她认为是错误的定罪。伯里斯无视肯尼的警告，她辞职以示抗议，并在给伯里斯的信中写道：“我被要求协助处决一名无辜者……不幸的是，你却无视本案的证据。"1995 年 9 月，DNA 测试表明，克鲁兹及其同案被告均不是犯罪现场发现的精液的提供者，因此他们无罪。 2002 年，州长乔治·瑞安完全赦免了克鲁兹，并宣布伊利诺伊州没有死刑，声称该制度“充满错误”。
1993 年，美国全国手枪禁令倡导者伯里斯帮助组织了芝加哥第一个枪支上交日活动。次年，伯里斯承认自己在家中藏有一把手枪，但是伯里斯没有像敦促其他人那样将其交给警方。发言人的其中一位表示，伯里斯“忘记了”他的手枪。
1994 年，伯里斯竞选伊利诺伊州州长，但未能成功。虽然伯里斯在初选的大部分时间里都备受瞩目，但伯里斯和库克县委员会主席理查德·费伦都败给了审计长唐·克拉克·内奇内奇在 11 月的选举中败给了时任共和党州长吉姆·埃德加，而民主党在州级公职的每场竞选中都落败。
1995 年，伯里斯以独立候选人的身份竞选芝加哥市长，但是败给了现任市长理查德·M·戴利。 1998 年，伯里斯再次竞选伊利诺伊州州长的民主党提名，但未获成功。

### IFDA丑闻
20 世纪 80 年代，在伯里斯担任伊利诺伊州审计长期间，伯里斯向伊利诺伊州殡仪馆协会 (IFDA) 颁发了许可证，允许IFDA管理预付葬礼信托基金。同时还发布了一项条款，允许受托人从基金收益中抽取 25% 作为管理费。
该基金从 2001 年开始出现赤字，这就导致导致 IFDA 于 2007 年 9 月吊销了执照，到了 2008 年 10 月赤字的金额达到 5900 万美元。伯里斯在 2007 年初至 2008 年期间担任IFDA信托的说客。伯里斯否拒了对该丑闻发表评论，并声称“那是 30 年前的事了”。因此，殡仪馆负责人（2009 年 1 月对 IFDA 提起的庞氏骗局诉讼的原告）已传唤伯里斯，要求他查明伯里斯在担任说客期间的参与情况。

## 美国参议院参政期间

### 参议院任命
2008 年 12 月 14 日，伯里斯建议自己担任候任总统奥巴马空出的美国参议院席位的临时代理人，并表示如果被任命，伯里斯不会参加竞选。在此建议之前，州长布拉戈耶维奇一直在考虑邀请奥普拉·温弗瑞，但是布拉戈耶维奇担心温弗瑞不会接受这个职位。这一建议是在联邦调查局对州长涉嫌腐败指控进行调查之后提出的，指控称州长布拉戈耶维奇通过付费游戏计划为空缺的参议院席位和其他罪行索要贿赂。布拉戈耶维奇说，他任命伯里斯是因为他相信伯里斯的自尊心使他成为唯一一个会为席位而战的人。
1 月 5 日，伯里斯在伊利诺伊州弹劾委员会作证之前提交了一份宣誓书，伯里斯在书中写道：“在 2008 年 12 月 26 日亚当斯先生打电话之前，我本人或我的任何代表都没有与州长布拉戈耶维奇或其任何代表就我被任命为美国参议员一事进行过任何接触。”然而，根据 11 月 13 日的FBI窃听记录，伯里斯和州长连任竞选主席罗布·布拉戈耶维奇的通话记录"他知道布拉戈耶维奇想要钱，他正在想办法处理这件事，同时仍然考虑任命，他愿意“亲自做点什么”，包括提出给州长一张个人支票。"然而，伯里斯意识到这样的行动可能看起来像是在试图买下这个席位，伯里斯想找到一种方法来避免这种印象。
2008 年 12 月 30 日，州长布拉戈耶维奇宣布任命伯里斯出任该职位。伊利诺伊州州务卿杰西·怀特于 2008 年 12 月 31 日把这项任命登记在伊利诺伊州的官方记录中。不过，怀特拒绝签署参议院的认证表格。
2009 年 1 月 5 日，美国参议院秘书 南希·埃里克森驳回了伯里斯的参议员证书，声称其无效。埃里克森援引了参议院规则第二条作为驳回的理由。由于怀特拒绝签署证书，埃里克森在调查中得出结论，该证书不符合参议院规则第 2 条。 参议院多数党领袖 哈里·里德和伊利诺伊州资深参议员迪克·德宾同意埃里克森的观点，认为参议院规则要求国务卿签字。
里德最初的表意是参议院不会让伯里斯就任该职位，理由是《美国宪法》第一条第五款规定：“各院有权裁定本院议员的选举结果和资格”。在伯里斯参选之前，里德和其他参议员曾表示过，他们将援引第一条的权力，否决布拉戈耶维奇的任何任命。参议院也可以将这项任命提交参议院规则委员会，从而将其拖延到布拉戈耶维奇的地位确定下来之后。一些民主党人，包括参议院规则委员会主席黛安·范斯坦和国会黑人党团（Congressional Black Caucus）都公开表示支持伯里斯就任。
伯里斯于 1 月 6 日出席了在华盛顿举行的国会宣誓就职仪式，以争取连任，但是被拒绝进入参议院议事厅。伯里斯和他的律师坚称，伯里斯“现在是伊利诺伊州的初级参议员”，尽管从技术上讲，伯里斯还不是参议员，尽管在宣誓就职之前也不能成为参议员。
2009 年 1 月 9 日，于伊利诺伊州最高法院裁定，任命只需州长签字即可生效，无需州务卿签字。法院还表示，伊利诺伊州没有义务使用参议院“推荐”的认证表格，因此该州州务卿也无需签署。伊利诺伊州最高法院指出，还有另一种表格可以选择：怀特已经在伊利诺伊州的官方记录中登记了这项任命，伊利诺伊州法律要求州务卿向愿意支付费用的人提供该州任何官方记录的认证副本，并附有签名和印章。法院建议伯里斯直接获得任命登记的认证副本。在伯里斯诉怀特 (英文：Burris v. White)案的裁决中，伊利诺伊州最高法院不仅宣布，根据其自身条款，美国参议院常设规则第二条所规定的证书形式只是一种建议，而且还进一步指出，“没有解释参议院的任何规则，无论是正式的还是仅仅是传统问题，可以取代联邦宪法赋予各州的填补空缺的权力”。裁决后，怀特向伯里斯提供了一份经认证的任命登记副本，伯里斯将盖有州印章的副本交给了参议院秘书。 2009 年 1 月 12 日，在参议院秘书宣布她和参议院议事专家认为伯里斯的新资格有效后，参议院领导人决定让伯里斯就任。 2009 年 1 月 15 日，伯里斯在副总统迪克·切尼的见证下宣誓就职。
伯里斯于 2 月 4 日向监督州长布拉戈耶维奇弹劾案的伊利诺伊州众议院委员会提交了一份入职宣誓书，以补充他先前对委员会提出的一个问题的回答。伯里斯承认，在布拉戈耶维奇任命伯里斯之前的几周和几个月里，罗德·布拉戈耶维奇曾三次要求州长“协助筹集资金”。伊利诺伊州众议院共和党人认为这与伯里斯在弹劾审判中的证词相自相矛盾，并表示他们正在考虑进行伪证调查。包括伊利诺伊州总检察长丽莎·麦迪根在内的民主党官员支持进行调查。伯里斯称，他告诉州长弟弟罗伯·布拉戈耶维奇，他不能向州长布拉戈耶维奇捐款，因为“这可能被视为试图讨好州长，让他任命奥巴马总统的继任者”，并且"在 2008 年 6 月 27 日的筹款活动之后，他没有筹集或捐赠任何资金给州长布拉戈耶维奇。"
2 月 16 日，伯里斯在接受记者采访时表示，州长的兄弟曾在 2008 年 10 月请他为州长筹集一万至一万五千美金。伯里斯表示，打完电话后，"他和一些人谈过，想看看我们能否组织一次募捐活动"，但没有人愿意给州长捐款。伯里斯说，11 月 10 日左右，他再次与州长的兄弟通话，告诉他之前筹集资金的努力没有成功，但他也许可以说服其他人向州长捐款一千美元左右。伯里斯还表示，11 月 15 日或 16 日左右，他告诉州长的兄弟，他无法为州长筹集任何资金，也不会向州长捐款。
2 月 17 日，桑加蒙县检察官办公室发表声明，正在调查伯里斯在伊利诺伊州众议院调查州长弹劾案小组的证词中可能涉嫌作伪证。据报道，参议院道德委员会也正在准备对此事进行调查。
2 月 18 日，伊利诺伊州最大的报纸《芝加哥论坛报》呼吁伯里斯辞职。在社论中，该委员会写道：“伯里斯声称他自己没有什么可隐瞒的，但这与他明显试图隐瞒某事的行为不符合。” 《华盛顿邮报》的编辑委员会也呼吁伯里斯辞职，声称伯里斯的故事比芝加哥"L"更曲折，因为伯里斯对他与布拉戈耶维奇同伙的接触提出了五种不同的解释，其中三种是在宣誓下做出的。尽管新任伊利诺伊州州长帕特·奎因呼吁伯里斯辞职，伊利诺伊州参议员迪克·德宾也声明不会支持伯里斯竞选，但伯里斯仍拒绝辞职。
3 月 7 日，《芝加哥太阳时报》报道称，桑加蒙县检察官约翰·施密特已要求联邦调查局提供伯里斯和布拉戈耶维奇之间的电话窃听录音带，他将利用这些录音带调查是否要指控伯里斯制造伪证。 2009 年 5 月 26 日，窃听录音带被公开。伯里斯承诺将“亲自为布拉戈耶维奇的竞选做点什么”。在谈话中，伯里斯和布拉戈耶维奇讨论了伯里斯可能更大规模筹集竞选资金的可能性，他们说："我知道我可以亲自给他开一张支票。"就在美联社在消息曝光几天后报道称："在最近接受美联社采访时，当被问及国内的丑闻对他有何影响时，伯里斯用双手做了一个挥手的手势，将此事抛到了一边。"
2009 年 5 月 28 日，伊利诺伊州民主党众议员杰克·弗兰克斯和共和党众议员吉姆·达金他是弹劾委员会的资深共和党人，曾在 1 月 8 日对伯里斯进行质询，他们两个声称伯里斯犯有伪证罪，并要求将其免职。 2009 年，监督组织华盛顿公民责任与道德组织将参议员伯里斯评为 15 名最腐败的国会议员之一。
2009 年 6 月 19 日，桑加蒙县检察官施密特宣布伯里斯不会面临刑事伪证指控，他声称伯里斯承诺“亲自为州长布拉戈耶维奇做点什么”太过含糊，不至于上升到刑事犯罪的程度，因为这句话可以被解读出太多不同的意思。伯里斯称赞了这一声明，称这个为"真相大白"；与此同时，杜尔金批评了施密特的决定，他声称"这些都与他之前的宣誓声明相矛盾。对我来说，这是一个相当有力的案例。"
2009 年 11 月 20 日，参议院道德委员会向伯里斯发出了一封信，告诫他，"尽管不会提出任何指控，但委员会发现你应该知道，你向公众、参议院以及那些对你被任命为参议员进行合法调查的人提供了不正确、不一致、误导或不完整的信息。"

### 2010 年竞选计划
根据联邦选举委员会的记录，2009 年 1 月 2 日，在有关伯里斯为布拉戈耶维奇筹款活动的相互矛盾的解释引起争议之前，伯里斯签署了一份参加2010 年大选的候选人声明。德宾表示“他很难成功”， 4 月 16 日，《芝加哥论坛报》报道称，伯里斯的竞选资金仅为 845 美元。 7 月 9 日，《芝加哥太阳时报》报道称，伯里斯参议员不会参加 2010 年的六年任期选举，伯里斯并于 7 月 10 日正式在芝加哥宣布，伯里斯将在接任任期结束后退休。
2010 年 11 月 29 日，伯里斯的任期结束，他的当选继任者马克·柯克宣誓就职，柯克在特别选举中获胜，完成了他的任期，并获得了完整的六年任期。伯里斯表示，竞选成本高昂是他不参加竞选的主要原因，他说他宁愿继续为伊利诺伊州人民服务，也不愿为竞选筹集资金。

## 更多资料
- Powell v. McCormack

## 引证
1. ↑  . PsycEXTRA Dataset. 2009  [2025-05-14].
2. ↑  Sano, Mitsuru; Nagasawa, Kenta; Nagao, Masahiro. . Journal of Human Environmental Studies. 2014, 12 (2)  [2025-05-14]. ISSN 1348-5253. doi:10.4189/shes.12.181.
3. ↑  Mei-Shan, Zhao. . Acta Physico-Chimica Sinica. 1994, 10 (09)  [2025-05-14]. ISSN 1000-6818. doi:10.3866/pku.whxb19940910.
4. ↑  , Oxford University Press, 2007-12-01  [2025-05-14]
5. ↑  , The University of Chicago Press,   [2025-05-14], ISBN 978-1-4725-8307-9
6. ↑  Rostenberg, Leona; Fuller, Timothy. . The New England Quarterly. 1939-09, 12 (3)  [2025-05-14]. ISSN 0028-4866. doi:10.2307/360831.
7. ↑  . ICPSR Data Holdings. 1988-10-25  [2025-05-14].
8. ↑  . www.lib.niu.edu.   [2025-05-14].
9. ↑  WORCESTER, SHARON. . Pediatric News. 2010-12, 44 (12)  [2025-05-14]. ISSN 0031-398X. doi:10.1016/s0031-398x(10)70535-x.
10. ↑  . Emerald Expert Briefings. 2024-03-25  [2025-05-14]. ISSN 2633-304X. doi:10.1108/oxan-es286046.
11. ↑   (报告). Office of Scientific and Technical Information (OSTI). 1997-09-01  [2025-05-14].
12. ↑   (报告). Office of Scientific and Technical Information (OSTI). 1997-09-01  [2025-05-14].
13. ↑   (报告). Office of Scientific and Technical Information (OSTI). 1977-03-31  [2025-05-14].
14. ↑  . PsycEXTRA Dataset. 2008  [2025-05-14].
15. ↑  Roach, Kent. . National Law School of India Review. 2024, 35 (1)  [2025-05-14]. ISSN 0974-4894. doi:10.55496/wwqa3810.
16. ↑  Purcell, Michael, , Fordham University Press: 113–129, 2005-11-01  [2025-05-14]
17. ↑  Rhodes, Henry, , Oxford University Press: 222–223, 1988-05-12  [2025-05-14]
18. ↑  , Oxford University Press, 2009-01-08  [2025-05-14], ISBN 978-0-19-861412-8
19. ↑  Batty, David. . D-Lib Magazine. 1998-11, 4 (11)  [2025-05-14]. ISSN 1082-9873. doi:10.1045/november98-batty.
20. ↑  . The Virginia Law Register. 1912-03, 17 (11)  [2025-05-14]. ISSN 1547-1357. doi:10.2307/1104178.
21. ↑  . ICPSR Data Holdings. 2008-07-14  [2025-05-14].
22. ↑  . ICPSR Data Holdings. 1990-05-01  [2025-05-14].
23. ↑  Gatta, Alessandra. . DEMOCRAZIA E DIRITTO. 2018-01, (2)  [2025-05-14]. ISSN 0416-9565. doi:10.3280/ded2017-002012.
24. ↑  . doi.org.   [2025-05-14].
25. ↑  doi.org https://doi.org/10.12952/journal.elementa.000074.s001.   [2025-05-14]. 缺少或|title=为空 (帮助)
26. ↑  doi.org https://doi.org/10.12952/journal.elementa.000074.s001.   [2025-05-14]. 缺少或|title=为空 (帮助)
27. ↑  , Oxford University Press, 2007-12-01  [2025-05-14]
28. ↑  . Urologic Oncology: Seminars and Original Investigations. 2012-03, 30 (2)  [2025-05-14]. ISSN 1078-1439. doi:10.1016/j.urolonc.2012.02.003.
29. ↑  doi.org https://doi.org/10.12952/journal.elementa.000074.s001.   [2025-05-14]. 缺少或|title=为空 (帮助)
30. ↑  . ICPSR Data Holdings. 2008-09-08  [2025-05-14].
31. ↑  . ICPSR Data Holdings. 2009-10-21  [2025-05-14].
32. ↑  &NA;. . Oncology Times. 2009-07, 31 (13)  [2025-05-14]. ISSN 0276-2234. doi:10.1097/01.cot.0000357776.54359.bb.
33. ↑  Scheck, Anne. . Emergency Medicine News. 2009-09, 31 (9)  [2025-05-14]. ISSN 1054-0725. doi:10.1097/01.eem.0000360573.64852.2f.
34. ↑  Moore, William F.; Moore, Jane Ann. . University of Illinois Press. 2017-04-20  [2025-05-14]. doi:10.5406/illinois/9780252038464.003.0005.
35. ↑  , Oxford University Press, 2009-01-08  [2025-05-14], ISBN 978-0-19-861412-8
36. ↑  Miller, G. Wayne, , Oxford University Press, 2018-09-27  [2025-05-14], ISBN 978-0-19-860669-7
37. ↑  Clemens, Mark G. . Shock. 2008-12, 30 (6)  [2025-05-14]. ISSN 1073-2322. doi:10.1097/shk.0b013e31818d55ea.
38. ↑  . New Scientist. 2008-08, 199 (2669)  [2025-05-14]. ISSN 0262-4079. doi:10.1016/s0262-4079(08)62021-7.
39. ↑  . Space Research Today. 2008-12, 173  [2025-05-14]. ISSN 1752-9298. doi:10.1016/j.srt.2008.11.001.
40. ↑  . The Pharmaceutical Journal. 2017  [2025-05-14]. ISSN 2053-6186. doi:10.1211/pj.2017.20203368.
41. ↑  . doi.org. 2016-12-16  [2025-05-14].
42. ↑  . Electronic Enlightenment Scholarly Edition of Correspondence. 2025-03  [2025-05-14].
43. ↑  Miller, G. Wayne, , Oxford University Press, 2018-09-27  [2025-05-14], ISBN 978-0-19-860669-7
44. ↑  AULT, ALICIA. . Family Practice News. 2009-04, 39 (7)  [2025-05-14]. ISSN 0300-7073. doi:10.1016/s0300-7073(09)70287-7.
45. ↑  . The University of Chicago Law Review. 1959, 26 (4)  [2025-05-14]. ISSN 0041-9494. doi:10.2307/1598196.
46. ↑  Showstack, Randy. . Eos. 2019-07-26, 100  [2025-05-14]. ISSN 2324-9250. doi:10.1029/2019eo129899.
47. ↑  Burris, Robert H., , WORLD SCIENTIFIC: 245–250, 2009-05  [2025-05-14], ISBN 978-981-283-584-0
48. ↑  . Travel Research Bulletin. 1971-04, 9 (4)  [2025-05-14]. ISSN 0147-2399. doi:10.1177/004728757100900438.
49. ↑  . ICPSR Data Holdings. 2009-09-16  [2025-05-14].
50. ↑  . ICPSR Data Holdings. 2009-09-21  [2025-05-15].
51. ↑  Kimmel, Leigh, , Oxford University Press, 2013-03-15  [2025-05-15], ISBN 978-0-19-530173-1
52. ↑  doi.org https://doi.org/10.12952/journal.elementa.000074.s001.   [2025-05-15]. 缺少或|title=为空 (帮助)
53. ↑  Tatman, Sandra L., , Oxford University Press, 2011-06-02  [2025-05-15], ISBN 978-1-884446-05-4
54. ↑  Tatman, Sandra L., , Oxford University Press, 2011-06-02  [2025-05-15], ISBN 978-1-884446-05-4
55. ↑  doi.org https://doi.org/10.12952/journal.elementa.000074.s001.   [2025-05-15]. 缺少或|title=为空 (帮助)
56. ↑  . Human Rights Documents online.   [2025-05-15].
57. ↑  . PsycEXTRA Dataset. 2009  [2025-05-15].
58. ↑  . Kidney. 2009-02-18, 18 (2)  [2025-05-15]. ISSN 0940-7936. doi:10.1007/s00596-009-0082-5.
59. ↑  Schiermeier, Quirin. . Nature. 2009-11-24, 462 (7272)  [2025-05-15]. ISSN 0028-0836. doi:10.1038/462397a.
60. ↑   (报告). Reserve Bank of Australia. 2021-03-08  [2025-05-15].
61. ↑  . U.S. Intelligence on the Middle East, 1945-2009.   [2025-05-15].
62. ↑  MCNAMARA, DAMIAN. . Pediatric News. 2009-04, 43 (4)  [2025-05-15]. ISSN 0031-398X. doi:10.1016/s0031-398x(09)70107-9.
63. ↑  , Oxford University Press, 2007-12-01  [2025-05-15]
64. ↑  , Oxford University Press, 2007-12-01  [2025-05-15]
65. ↑  . PsycEXTRA Dataset. 1975  [2025-05-15].
66. ↑  Bunpot - Sirinutsomboon; Michael J Delwiche; Glenn M Young. . 2010 Pittsburgh, Pennsylvania, June 20 - June 23, 2010 (St. Joseph, MI: American Society of Agricultural and Biological Engineers). 2010  [2025-05-15]. doi:10.13031/2013.30009.
67. ↑  , Oxford University Press, 2007-12-01  [2025-05-15]
68. ↑  Munasque, Angela. . Nephrology Times. 2010-07, 3 (7)  [2025-05-15]. ISSN 1940-5960. doi:10.1097/01.nep.0000387653.26592.8d.
69. ↑  , Oxford University Press, 2007-12-01  [2025-05-15]
70. ↑  Appleton, Thomas H. . American National Biography Online. Oxford University Press https://doi.org/10.1093/anb/9780198606697.article.1900859. 2000-02  [2025-05-15]. 缺少或|title=为空 (帮助)
71. ↑  . ICPSR Data Holdings. 2010-10-11  [2025-05-15].